# 1210-1219
De jaren 1210-1219 (van de christelijke jaartelling) zijn een decennium in de 13e eeuw.

## Belangrijke gebeurtenissen

### Vijfde Kruistocht
- 1212 : Kinderkruistocht. Spontane kruistochten vertrekken uit Frankrijk en Duitsland naar het Heilig Land.
- 1213 : Bul Quia maior. Paus Innocentius III roept op tot de Vijfde Kruistocht. Hij verklaart, dat de profeet Mohammed de Antichrist is.
- 1215 : Frederik II van Hohenstaufen wordt in Aaken officieel tot Rooms-Duits koning gekroond en belooft de kruistocht te organiseren.
- 1216 : Paus Innocentius III sterft en Frederik II komt zijn belofte niet na.
- 1217 : De Vijfde Kruistocht start onder leiding van Andreas II van Hongarije en Leopold VI van Oostenrijk.
- 1218 : Andreas II keert ziek terug. Jan van Brienne vat het plan op de Egyptische havenstad Damietta te veroveren. Hij krijgt hierbij steun van een Fries leger.
- 1219 : Beleg van Damietta. De kruisvaarders slagen erin de stad te veroveren.

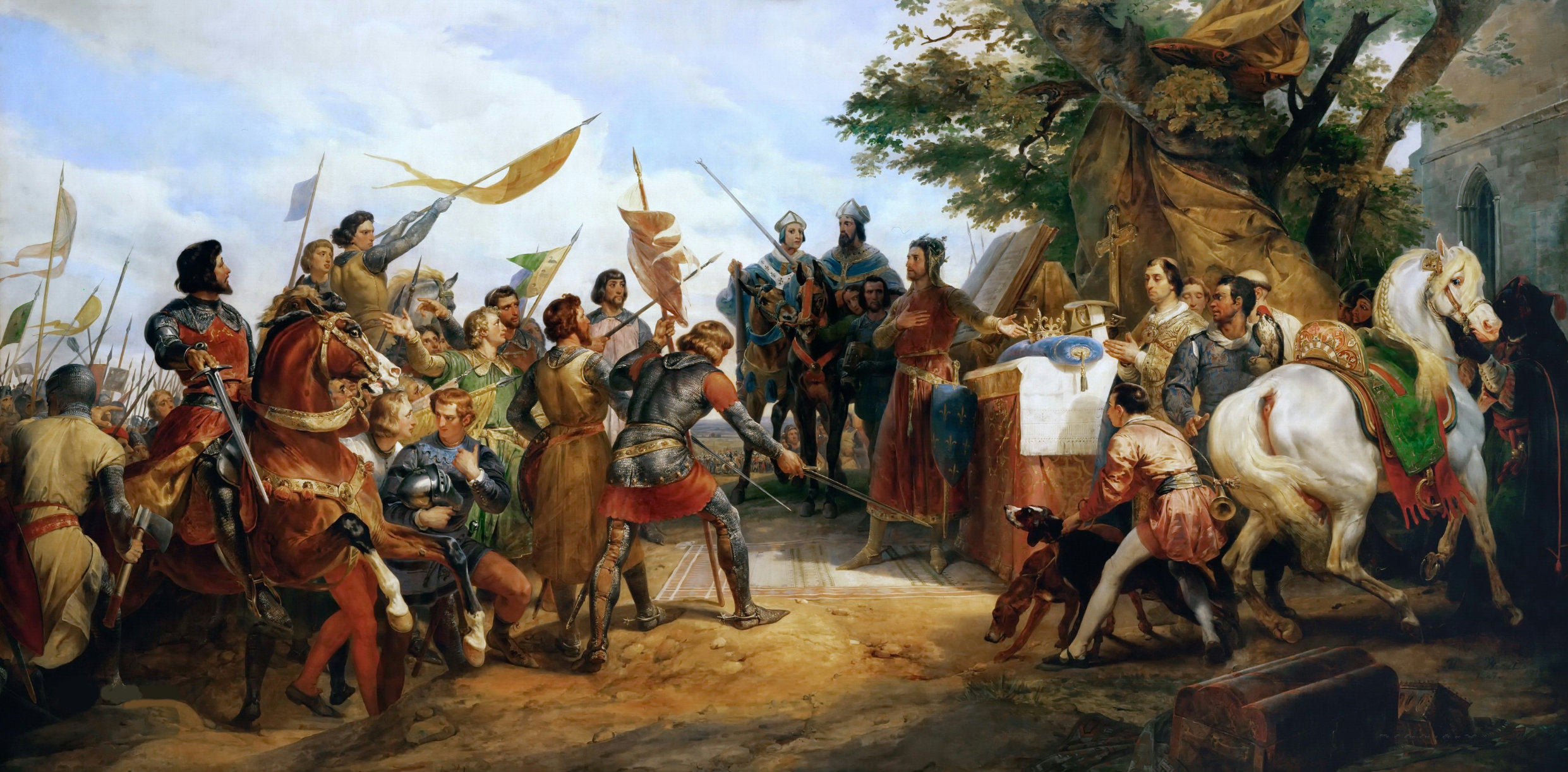
Slag bij Bouvines

### Europa
- 1210 : Als koning van Italië eist keizer Otto IV zijn status op, hij wordt door paus Innocentius III geëxcommuniceerd.
- 1211 : Paus Innocentius III schuift zijn pupil Frederik II van Hohenstaufen naar voor als Rooms-Duits tegenkoning.
- 1212 : Slag bij Las Navas de Tolosa: Alfons VIII van Castilië verslaat de Almohaden.
- 1212 : Verdrag van Lambeth. Er wordt een coalitie gesmeed tegen het Franse Rijk.
- 1214 : Slag bij Bouvines. De Fransen winnen tegen de coalitie.
- 1215 : Magna Carta. De Engelse koning Jan zonder Land heeft door zijn verloren Franse oorlog zoveel gezag ingeboet in Engeland. Hij moet de rechten van de baronnen en de steden inwilligen.
- 1215 : Eerste Baronnenoorlog. Koning Jan houdt zich niet aan de afspraken.
- 1215 : Simon IV van Montfort wordt graaf van Toulouse.
- 1216 : Koning Jan zonder Land sterft, hij wordt opgevolgd door zijn negenjarige zoon Hendrik III van Engeland. De Baronnen hebben de macht in handen.
- 1217 : Grootvorst van Servië Stefan Nemanjić wordt tot koning gekroond.
- 1218 : Keizer Otto IV sterft kinderloos, Frederik II van Hohenstaufen wordt aanvaard als koning.

### Lage Landen
- 1212 : Filips I van Namen, regent voor het graafschap Vlaanderen sterft, Johanna van Constantinopel, dochter van Boudewijn IX van Vlaanderen, wil haar plaats innemen. Dit is zonder koning Filips II van Frankrijk gerekend. Hij neemt haar gevangen en verplicht haar het Verdrag van Pont-à-Vendin te tekenen.
- 1212 : Johanna van Constantinopel huwt met Ferrand van Portugal, neef van Mathilde van Portugal en haar zus Margareta van Constantinopel trouwt met Burchard van Avesnes.
- 1214 : Ferrand van Portugal wordt gevangengenomen na de Slag bij Bouvines.
- 1219 : Burchard van Avesnes wordt gevangengenomen op aanvraag van Johanna.
- 1219 : Marcellusvloed met grote overstromingen in Friesland.

### Christendom
- 1212 : De kloosterorde van de Clarissen wordt gesticht.
- 1215 - Vierde Lateraans Concilie. Onder andere wordt bepaald hoe de Joden zich moeten gedragen in de christelijke maatschappij.
- 1216 : Paus Innocentius III sterft, hij wordt opgevolgd door paus Honorius III
- 1216 : De orde van de Dominicanen wordt beëdigd.
- 1219 : Franciscus van Assisi begeeft zich naar Damietta (Egypte).

### Azië
- 1211 : De Karachaniden worden veroverd door het kanaat Kara-Kitan
- 1215 - De Mongolen veroveren Yanjing China (tegenwoordig Peking).
- 1218 : Het kanaat Kara-Kitan wordt op zijn beurt veroverd door de Mongolen.
- 1219 : Dzjengis Khan valt het rijk van de Chorasmiden binnen.

## Kunst en cultuur

### Architectuur
- Start bouw van de huidige kathedraal van Reims.

## Wetenschap
- 1218 - De Universiteit van Salamanca wordt gesticht door Alfons IX van León. Het is de oudste universiteit van Spanje en een van de oudste van Europa.

## Belangrijke personen
Geboren
- 1210 - Floris IV van Holland, Graaf van Holland
- 1211 - Frederik II van Oostenrijk
- 1214 - Lodewijk IX van Frankrijk
- 1214 - Roger Bacon, Engelse uitvinder
- 1215 - Paus Johannes XXI
- 1215 - Paus Coelestinus V
- 1215 - Koeblai Khan
- 1216 - Robert I van Artesië
- 1217 - Hulagu, stichter van het Ilkhanaat
- 1218 - Rudolf I van Habsburg

Overleden
- 1212 - Dagmar, heilige koningin van Denemarken
- 1212 - Sancho I van Portugal
- 1213 - Koning Peter II van Aragón, leenheer van de graaf van Toulouse, sneuvelt in de strijd ter verdediging van Zuid-Frankrijk tegen de kruistocht tegen de Katharen onder leiding van Simon IV van Montfort
- 1214 - Alfons VIII van Castilië
- 1216 - Paus Innocentius III
- 1216 - Jan zonder Land, koning van Engeland
- 1217 - Eustace de Monnik), Franse rover en piraat
- 1218 - Keizer Otto IV

<< · 1210 · 1211 · 1212 · 1213 · 1214 · 1215 · 1216 · 1217 · 1218 · 1219 · >>
<< · 1200-1209 · 1210-1219 · 1220-1229 · 1230-1239 · 1240-1249 · 1250-1259 · 1260-1269 · 1270-1279 · 1280-1289 · 1290-1299 · >>